# مسجد جامع رامشه
مسجد جامع رامشه مربوط به دوره قاجار است و در شهرستان اصفهان، بخش جرقویه علیا، دهستان رامشه، روستای رامشه، محله توده واقع شده و این اثر در تاریخ ۱۵ دی ۱۳۸۷ با شمارهٔ ثبت ۲۴۰۱۰ به‌عنوان یکی از آثار ملی ایران به ثبت رسیده است. این مسجد دو قبله دارد و از این لحاظ نظرات متفاوتی درباره این اتفاق گفته شده است.